# Nuoto ai Giochi della XXX Olimpiade - 400 metri misti femminili
La gara di 400 metri misti femminili dei Giochi della XXX Olimpiade si è svolta il 28 luglio 2012. Hanno partecipato 36 atlete.
La gara è stata vinta dalla cinese Ye Shiwen con il tempo di 4'28"43 (nuovo record mondiale), mentre l'argento e il bronzo sono andati rispettivamente a Elizabeth Beisel e a Li Xuanxu.

## Formato
Le atlete competono in un turno eliminatorio; i migliori otto tempi accedono alla finale.

## Record
Prima della competizione, i record olimpici e mondiali erano i seguenti:
| Record mondiale | 4'29"45 | Stephanie Rice Australia | 10 agosto 2008 Pechino, Cina |
| Record olimpico | 4'29"45 | Stephanie Rice Australia | 10 agosto 2008 Pechino, Cina |

Durante l'evento sono stati migliorati i seguenti record:
| Data      | Evento | Atleta    | Nazione | Tempo   | Record          |
| --------- | ------ | --------- | ------- | ------- | --------------- |
| 28 luglio | Finale | Ye Shiwen | Cina    | 4'28"43 | Record mondiale |

## Programma
| Data           | Ora (BST/UTC+1) | Turno    |
| -------------- | --------------- | -------- |
| 28 luglio 2012 | 11:17           | Batterie |
| 28 luglio 2012 | 20:11           | Finale   |

## Risultati

### Batterie
| Pos. | Batteria | Corsia | Nome                   | Nazione       | Tempo       | Note |
| ---- | -------- | ------ | ---------------------- | ------------- | ----------- | ---- |
| 1    | 5        | 4      | Elizabeth Beisel       | Stati Uniti   | 4'31"68     | Q    |
| 2    | 3        | 5      | Ye Shiwen              | Cina          | 4'31"73     | Q    |
| 3    | 3        | 4      | Katinka Hosszú         | Ungheria      | 4'33"77     | Q    |
| 4    | 5        | 5      | Li Xuanxu              | Cina          | 4'34"28     | Q    |
| 5    | 5        | 3      | Mireia Belmonte García | Spagna        | 4'34"70     | Q    |
| 6    | 4        | 4      | Hannah Miley           | Gran Bretagna | 4'34"98     | Q    |
| 7    | 4        | 5      | Stephanie Rice         | Australia     | 4'35"76     | Q    |
| 8    | 4        | 3      | Caitlin Leverenz       | Stati Uniti   | 4'36"09     | Q    |
| 9    | 3        | 3      | Zsuzsanna Jakabos      | Ungheria      | 4'37"37     |      |
| 10   | 5        | 1      | Anja Klinar            | Slovenia      | 4'38"20     |      |
| 11   | 5        | 2      | Aimee Willmott         | Gran Bretagna | 4'38"87     |      |
| 12   | 4        | 6      | Miyu Otsuka            | Giappone      | 4'39"13     |      |
| 13   | 5        | 6      | Blair Evans            | Australia     | 4'40"42     |      |
| 14   | 4        | 7      | Stina Gardell          | Svezia        | 4'41"33     |      |
| 15   | 3        | 6      | Barbora Zavadova       | Rep. Ceca     | 4'41"84     |      |
| 16   | 4        | 2      | Katheryn Meaklim       | Sudafrica     | 4'43"46     |      |
| 17   | 2        | 5      | Kim Seoyeong           | Corea del Sud | 4'43"99     |      |
| 18   | 5        | 7      | Lara Grangeon          | Francia       | 4'44"28     |      |
| 19   | 3        | 8      | Natalie Wiegersma      | Nuova Zelanda | 4'44"78     |      |
| 20   | 3        | 2      | Miho Takahashi         | Giappone      | 4'45"10     |      |
| 21   | 2        | 4      | Stephanie Horner       | Canada        | 4'45"49     |      |
| 22   | 4        | 1      | Stefania Pirozzi       | Italia        | 4'45"61     |      |
| 23   | 4        | 8      | Jördis Steinegger      | Austria       | 4'45"80     |      |
| 24   | 3        | 7      | Jana Martynova         | Russia        | 4'45"94     |      |
| 25   | 3        | 1      | Claudia Dasca Romeu    | Spagna        | 4'46"80     |      |
| 26   | 2        | 7      | Hanna Dzerkal'         | Ucraina       | 4'48"19     |      |
| 27   | 2        | 6      | Andreina Pinto Perez   | Venezuela     | 4'48"64     |      |
| 28   | 1        | 3      | Nguyen Thi Anh Vien    | Vietnam       | 4'50"32     |      |
| 29   | 1        | 4      | Susana Escobar Torres  | Messico       | 4'50"57     |      |
| 30   | 2        | 8      | Sara Nordenstam        | Norvegia      | 4'51"28     |      |
| 31   | 2        | 1      | Karolina Szczepaniak   | Polonia       | 4'52"50     |      |
| 32   | 2        | 2      | Sara El Bekri          | Marocco       | 4'53"21     |      |
| 33   | 1        | 5      | Noora Laukkanen        | Finlandia     | 4'53"54     |      |
| 34   | 2        | 3      | Georgina Bardach       | Argentina     | 4'57"31     |      |
| 35   | 1        | 6      | Anum Bandey            | Pakistan      | 5'34"64     |      |
|      | 5        | 8      | Joanna Melo            | Brasile       | non partita |      |

### Finale
| Pos. | Corsia | Nome                   | Nazione       | Tempo   |
| ---- | ------ | ---------------------- | ------------- | ------- |
|      | 5      | Ye Shiwen              | Cina          | 4'28"43 |
|      | 4      | Elizabeth Beisel       | Stati Uniti   | 4'31"27 |
|      | 6      | Li Xuanxu              | Cina          | 4'32"91 |
| 4    | 3      | Katinka Hosszú         | Ungheria      | 4'33"49 |
| 5    | 7      | Hannah Miley           | Gran Bretagna | 4'34"17 |
| 6    | 1      | Stephanie Rice         | Australia     | 4'35"49 |
| 6    | 8      | Caitlin Leverenz       | Stati Uniti   | 4'35"49 |
| 8    | 2      | Mireia Belmonte García | Spagna        | 4'35"62 |